# 短尾鹅耳枥
短尾鹅耳枥（学名：Carpinus londoniana）为桦木科鹅耳枥属的植物。分布于泰国、缅甸、老挝、越南以及中国大陆的云南、广西、广东、福建、安徽、四川、浙江、贵州、湖南、江西等地，生长于海拔300米至1,500米的地区，见于潮湿山坡以及山谷的杂木林中，目前尚未由人工引种栽培。

## 别名
岷江鹅耳枥（中国树木分类学）

## 异名
- Carpinus londoniana H. Winkl. var. lanceolata (Hand.-Mazz.) P. C. Li
- Carpinus londoniana H. Winkl. var. latifolius (Hand.-Mazz.) P. C. Li
- Carpinus londoniana H. Winkl. var. xiphobracteata P. C. Li